# Podwójna prawda
Podwójna prawda – bardzo popularna w filozofii średniowiecznej teoria, opierająca się na przekonaniu, że istnieją dwie prawdy: filozoficzna i teologiczna, które są od siebie całkowicie niezależne.
Jednym z twórców doktryny podwójnej prawdy był Awerroes. Zgodnie z jego nauką w przesłankach i w ostatecznych wnioskach filozofia i religia powinny doprowadzić do jednej i tej samej prawdy. Ale religia, przeznaczona dla „mas”, opiera się na autorytecie objawienia i obleka prawdy w obrazową, alegoryczną formę. Filozofia zaś, dostępna tylko dla nielicznych, osiąga prawdę w adekwatnej formie w drodze czystego rozumowania.
Sobór laterański V w 1512 roku potępił doktrynę „podwójnej prawdy” jako falszywą, bo niezgodną z Objawieniem.